# Stanisław Penczek
Stanisław Penczek (ur. 24 stycznia 1934 w Warszawie) – polski chemik specjalizujący się w chemii polimerów oraz w chemii organicznej, profesor nauk chemicznych, członek rzeczywisty PAN, członek czynny PAU.

## Życiorys
Ukończył LX Liceum Ogólnokształcące im. Wojciecha Górskiego w Warszawie. Wysokie oceny dały mu indeks na studia bez egzaminów. Podjął studia chemiczne w Instytucie Technologicznym w Leningradzie (obecnie Państwowy Uniwersytet Politechniczny w Sankt Petersburgu). Promotorem jego obronionej w 1963 roku pracy magisterskiej był Aleksiej van Sheidt, rosyjski chemik holenderskiego pochodzenia. Po studiach rozpoczął pracę w Instytucie Tworzyw Sztucznych. Doktorat uzyskał pod kierunkiem van Scheidta w Instytucie Związków Wielkocząsteczkowych Akademii Nauk ZSRR. Na przełomie lat 1968/1969 na zaproszenie prof. Mariana Kryszewskiego przyjął pracę w łódzkim zakładzie, który został później przekształcony w Zakład Chemii Polimerów Centrum Badań Molekularnych i Makromolekularnych PAN. W dwa lata później uzyskał habilitację, natomiast w roku 1977 – profesurę. Profesor Penczek w latach 1974–2004 kierował pracami badawczymi zespołu naukowców z tegoż Zakładu. W latach 1992–2002 wykładał na Uniwersytecie Piotra i Marii Curie w Paryżu. Prowadził także zajęcia z zaawansowanej chemii polimerów w Królewskim Instytucie Technologii w Sztokholmie, a także na Uniwersytecie Jagiellońskim.
Od 1998 członek korespondent, od 2013 członek rzeczywisty PAN, członek Polskiego Towarzystwa Chemicznego, w latach 1997–1999 przewodniczący Europejskiej Federacji Polimerów, w roku 2000 przewodniczył Światowemu Kongresowi Polimerów, od 2005 roku członek Zarządu Międzynarodowej Unii Chemii Czystej i Stosowanej (IUPAC), członek Niemieckiej–Północnoreńskiej Akademii Nauk od 2006, członek honorowy Izraelskiego Towarzystwa Chemicznego od 2010, od 2012 członek korespondent, od 2017 członek czynny Polskiej Akademii Umiejętności.
Jest autorem ponad 300 prac naukowych oraz dwóch monografii. Był cytowany ponad 6 tysięcy razy. Pełnił funkcję redaktora wielu chemicznych pism naukowych, m.in. „e-Polymers”, „Biomacromolecules”, „Central European Journal of Chemistry” oraz „Current Organic Chemistry”. Przemawiał na 91 konferencjach międzynarodowych. Profesor Penczek zajmował się głównie badaniami podstawowymi, choć niektóre spośród jego wyników zostały wdrożone w przemyśle chemicznym. Wypromował dwunastu doktorów, m.in. Krzysztofa Matyjaszewskiego.

## Osiągnięcia
Profesor Penczek odkrył w 1976 roku występowanie równowagi pomiędzy kowalencyjnymi i jonowymi aktywnymi centrami w polimeryzacji i opracował schemat kinetyczny polimeryzacji z odwracalną dezaktywacją aktywnych centrów. Jako pierwszy w chemii polimerów zastosował metody skoku temperatury do zbadania kinetyki przemiany makroestrów i makropar jonów. Sformułował ogólną teorię przeniesienia łańcucha kinetycznego z rozerwaniem łańcucha materialnego i opracował metody wyznaczania współczynnika selektywności (stosunek stałych szybkości) w funkcji budowy aktywnych centrów. Jako pierwszy zastosował w chemii polimerów metody dynamicznego rezonansu jądrowego do badania szybko zachodzących reakcji chemicznych.

## Wyróżnienia
- 1974 – Złoty Krzyż Zasługi[5]
- 1983 – Krzyż Kawalerski Orderu Odrodzenia Polski[5]
- 1993 – Medal Osobisty Francuskiej Akademii Nauk[5]
- 1996 – Krzyż Oficerski Orderu Odrodzenia Polski[5][9]
- 1998 – Chevalier dans l'ordre des Palmes Académiques[7]
- 2002 – doktorat honoris causa Uniwersytetu Piotra i Marii Curie w Paryżu[5]
- 2004 – doktorat honoris causa Rosyjskiej Akademii Nauk[5]
- 2005 – Medal im. J. Śniadeckiego Polskiego Towarzystwa Chemicznego[5]
- 2015 – Nagroda Fundacji na rzecz Nauki Polskiej, tzw. „Polski Nobel”[10]